# 佛教之王堂
佛教之王堂（ぶっきょうのおうどう）は、兵庫県加東市にある仏教宗派、念佛宗三寶山無量壽寺総本山の寺院である。

## 概要
第四回全世界仏教サミット（2005年開催）において、各国から仏教指導者が集い、世界の全仏教徒のための聖地「佛教之王堂」を、念佛宗三寶山無量壽寺の総本山として日本の兵庫県加東市に建立することが決議され、2008年（平成20年）11月1日に落慶した。施工は大林組。本尊は、阿弥陀三尊（阿弥陀堂）である。
なお、「佛教之王堂」の名称は、宗教法人念佛宗三寶山無量壽寺を権利者として商標登録されている。

## 伽藍
伽藍は、阿弥陀堂、観音堂、釈迦堂、地蔵堂、山門、聖徳太子殿、五重塔、鐘楼、経蔵、廻向堂、奥之院などを擁する総伽藍である。
総敷地面積は約182万坪。工期7年間を要し、延べ350万人の力を結集した。場所は兵庫県加東市、源義経ゆかりの地、三草山。
- 本堂：高さ51.5m 桁行67.9m 梁間58.2m 上段は建築史上類例のない六手先総詰組様式、下段は四手先総詰組様式の2層造
- 本堂宮殿：高さ19m、純金箔二重貼り六手先総詰組、阿弥陀三尊佛像、彫金は伽藍全体で32万点以上、彫刻は伽藍全体で1万点以上の木彫群、宮殿上に配す幅22.6mの双龍彫刻、宮殿両脇に全高11mの大彫刻、鳳凰・松竹梅等を刻んで表裏合わせて四基。総面積1468.7m2に及ぶ金箔襖に描かれた鳳凰、三阪雅彦制作
- 山門：高さ35.6m 桁行34.5m 梁間13.8m 上段は六手先総詰組様式、下段は四手先総詰組様式、両脇には世界最大級の仁王像が配される
- 釈迦堂・観音堂：高さ31.3m 桁行39.2m 梁間33m
- 北鐘楼・南鐘楼：高さ16.6m 桁行7.9m 梁間7.9m 鋳湯量50 t 超世界最大級
- 五重塔：高さ32.7m 初重の柱間5.45m 大韓民国重要無形文化財・李萬奉及び直弟子洪昌源による韓国古来の伝統的丹青技法の極彩色[6]
- 本堂前石灯籠：高さ12m 幅7.4m 石匠・蒋智明制作
- 本堂鬼瓦：高さ9m 幅8.8m ギネスブック公式認定、鬼師・梶川亮治制作
- その他建造物として地蔵堂、経蔵、聖徳太子殿[7]、僧堂（久世庵）、講堂「カンボジア王国 ノロドム・シアヌーク国王陛下 国際佛教記念ホール」（2千名収容の説法道場）、真如橋、久世飛龍閣[8]、寺務所等がある。

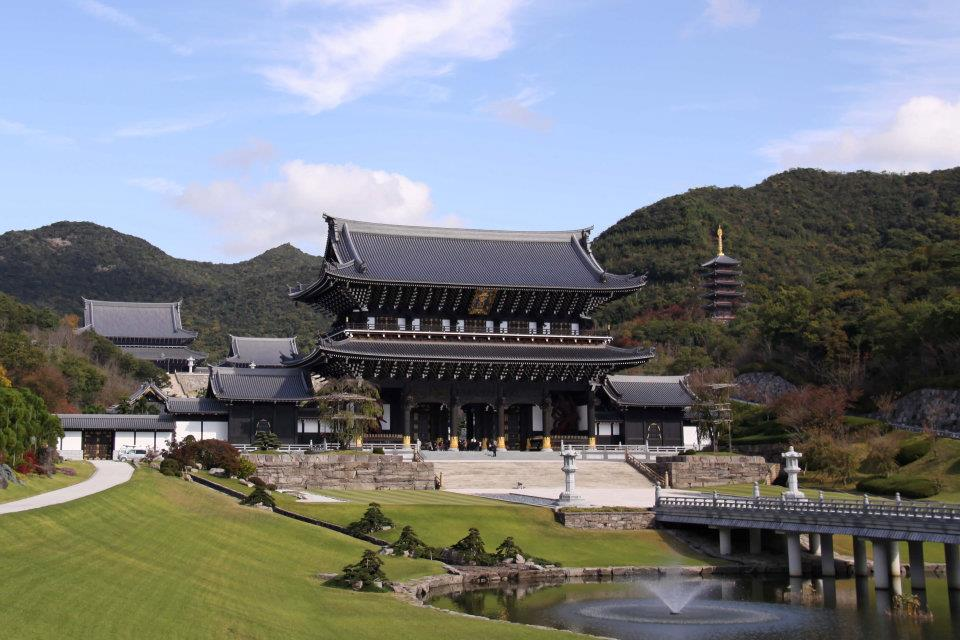
山門
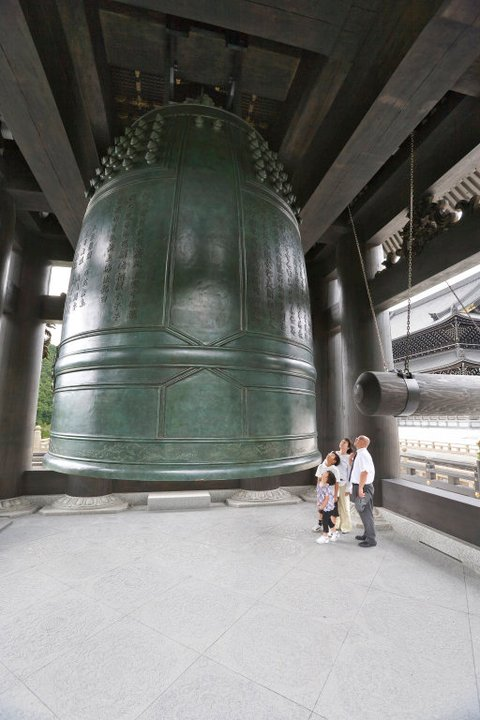
和鐘
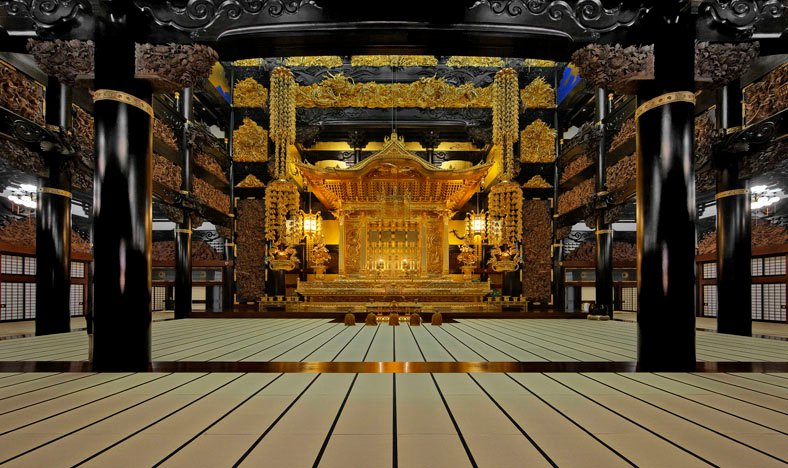
宮殿（阿弥陀堂 内部）
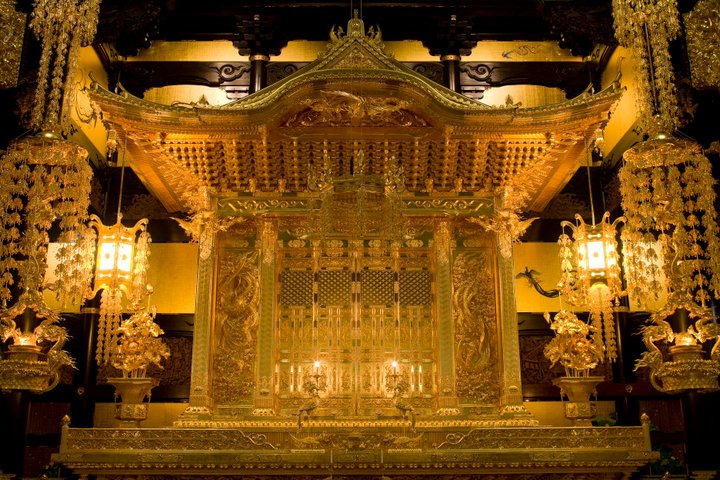
宮殿（阿弥陀堂内）
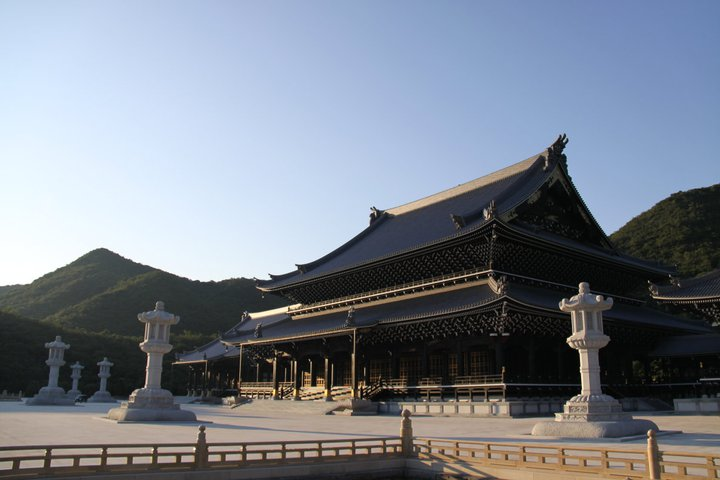
本堂
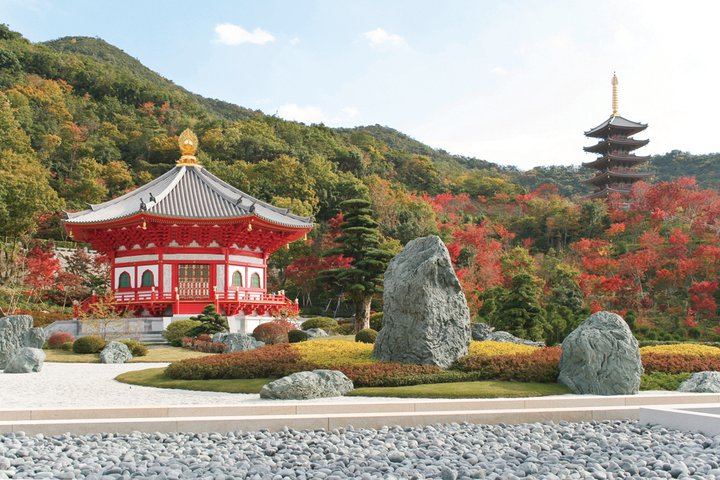
太子殿と五重塔
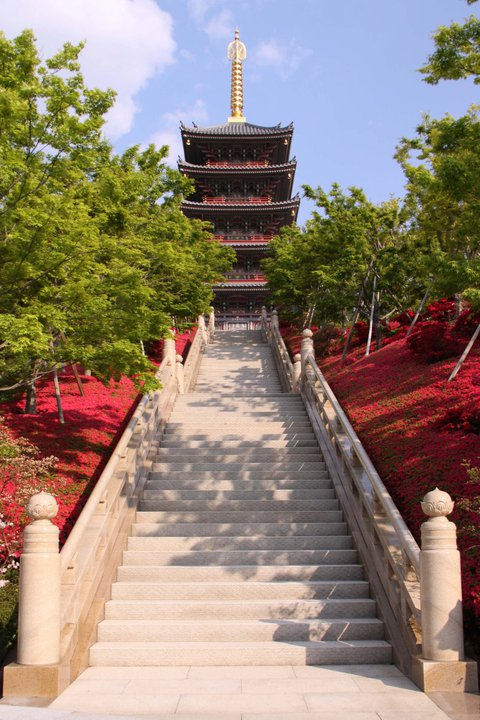
五重塔
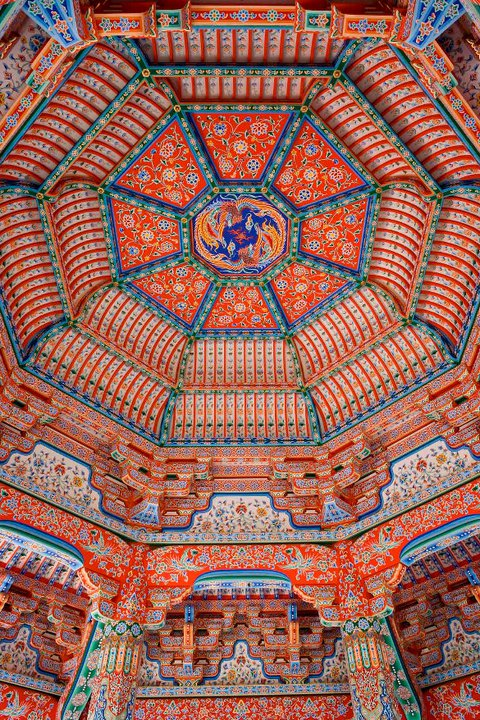
極彩色（太子殿の内部）
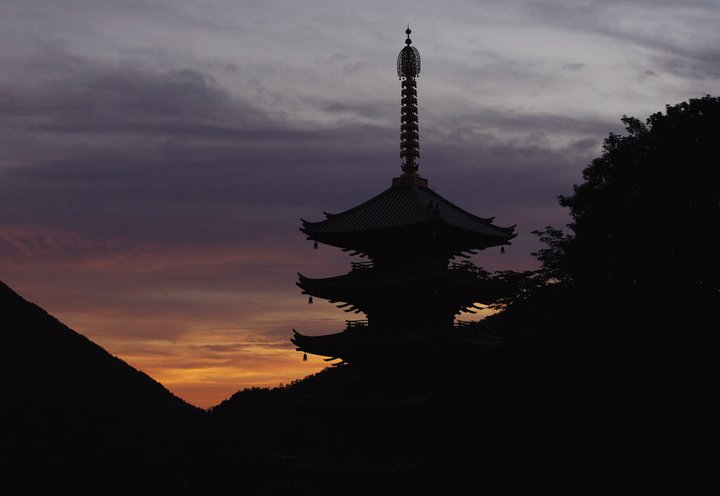
五重塔の夕暮れ
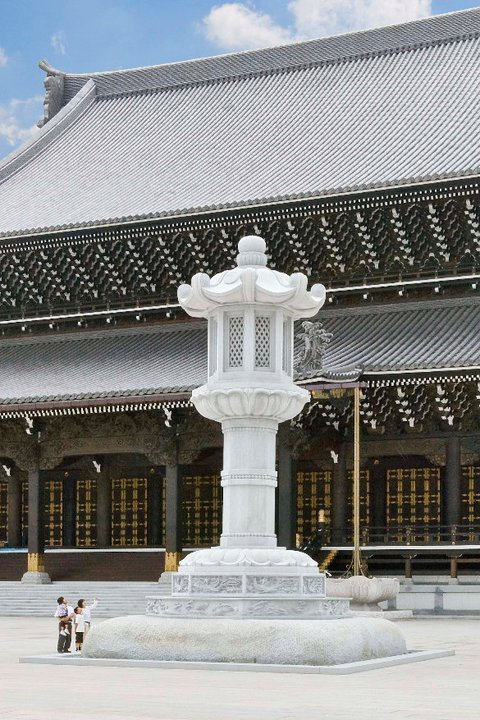
石灯籠（ギネスブック公式認定）
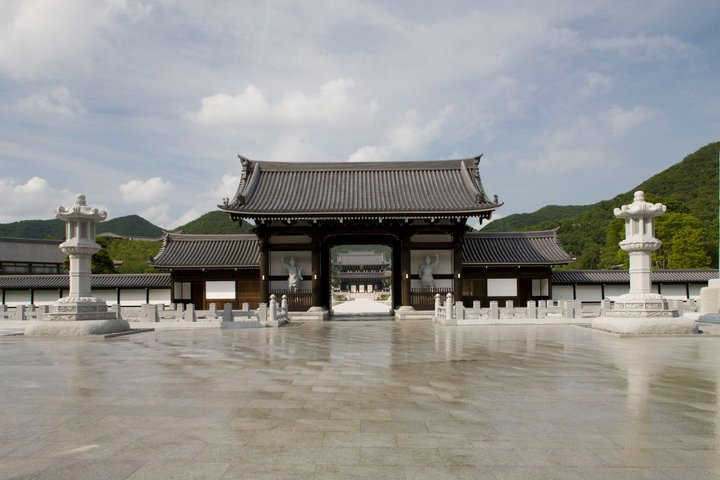
総門
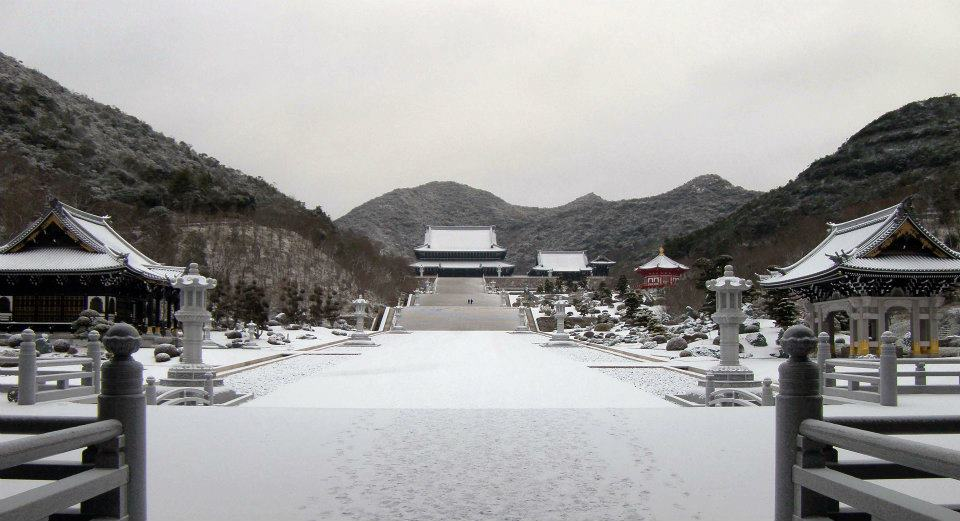
境内の雪景色

## 日本庭園
日本庭園には、樹齢500年を筆頭とする1千本を超える京都北山台杉が立ち並び、樹齢800年とも推定される幹周二尋半の槙銘木「天上」他100本を超える槙の銘木の庭園、1万本のキリシマツツジ、その他ツツジ20万本、桜7千本、小熊笹120万株、紅葉3千本等が青石や銘石と共に配される。敷地内に設けられた五百体羅漢公園には等身大の羅漢（仏弟子）の石像が点在する。
- 桃（3月中旬　梅林園）：白・薄紅・紅の花を咲かせる
- 木蓮（3月下旬　五百羅漢公園）：「最古の花」といわれる、紫木蓮・白木蓮・錦木蓮などが植わる
- 桜（4月上旬　境内各所）：彼岸桜・大島桜・染井吉野・枝垂れ桜・八重桜など、7千本の桜[9]が境内各所で咲き誇る
- 桃（4月上旬　真如橋東側）：美しい紅白の花を咲かせる
- シャクナゲ（4月中旬・下旬　地蔵堂〜経蔵）：1万2千株のシャクナゲ園が築かれ、「花木の王様」と称される大輪の花を咲かせる
- 牡丹（4月下旬〜5月上旬　牡丹園）：大きな花びらが幾重にも重なる「百花の王」
- 藤（4月下旬〜5月中旬　牡丹園内の藤棚）：優しさを象徴する「日本古来の花木」
- 菖蒲（4月下旬〜5月中旬　牡丹園周辺・五百羅漢公園内）：凛として美しく咲く、梅雨の代表花
- ツツジ（5月上旬　境内各所）：1万本を超える霧島ツツジ[9]を始め、20万本を超えるツツジが咲く
- 紫陽花（5月中旬　奥之院周辺・五百羅漢公園内石垣）：青から紫、桃色などへと花の色を変化させる梅雨の代表花
- 松（境内各所）：樹齢数百年の名木が植わる
- 槙（境内各所）：樹齢800年とされる、幹周二尋半の名木「天上」他100本を超える木々が植わる
- 北山台杉（真如橋西側）：樹齢500年を筆頭に、1千本を超える京都北山台杉が立ち並ぶ
- 蘇鉄（釈迦堂横・南北鐘楼下）：生命力みなぎる名木が植わる
- 紅葉（境内各所）：聖徳太子殿、五重塔周辺を筆頭に、赤・橙・黄の濃淡の暖色が鮮やかな、3千本の紅葉[9]が植わる
- 四国青石の庭園（手水舎横）：日本の名石、四国青石により築かれた庭園。槙の名木、華やかな錦鯉の泳ぐ池などが配される
- 太湖石の庭園（聖徳太子殿周辺）：中国の太湖周辺を原産とする、水の侵食によって玄妙なる穴の穿たれた太湖石が配される
- 北山台杉の庭園（真如橋西側・地蔵堂脇）：京都北山に生育する、美しい姿形の台杉が屹立する
- 羊の庭園（右岸道・地蔵堂裏手）：一対の羊の石像、腰掛石、層塔（十三層）、石灯籠などが細やかに配され、寒椿、ヤマツツジ、山吹が植わる

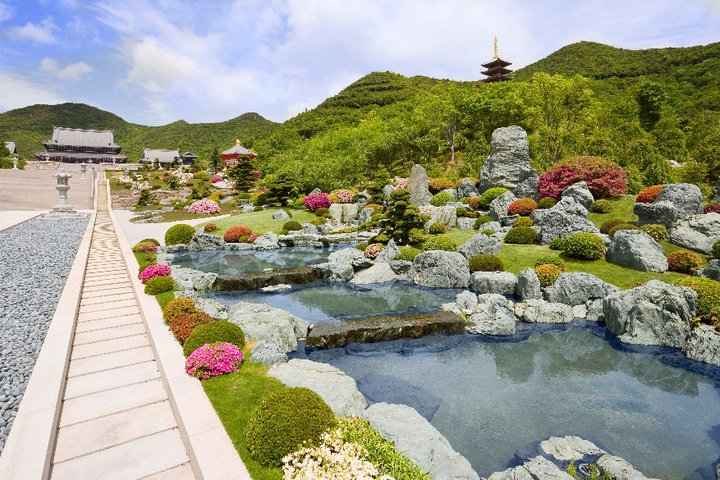
極楽浄土庭園
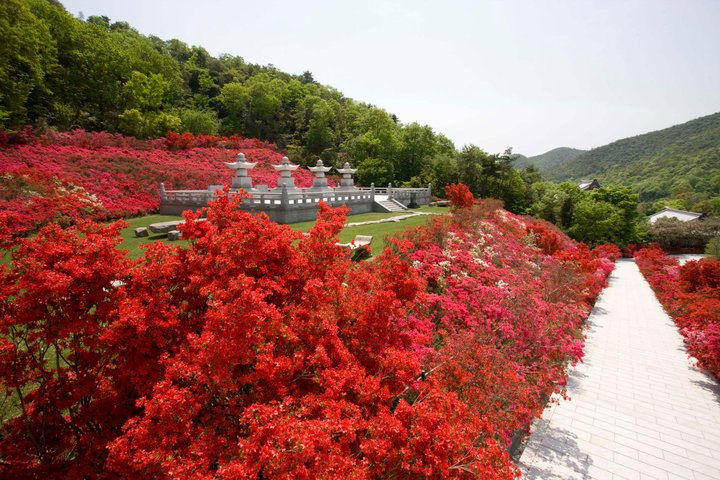
五輪塔の霧島ツツジ
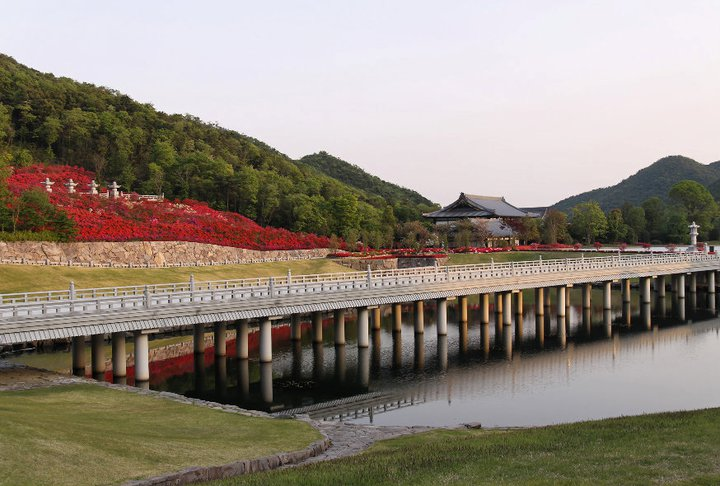
真如橋と霧島ツツジ
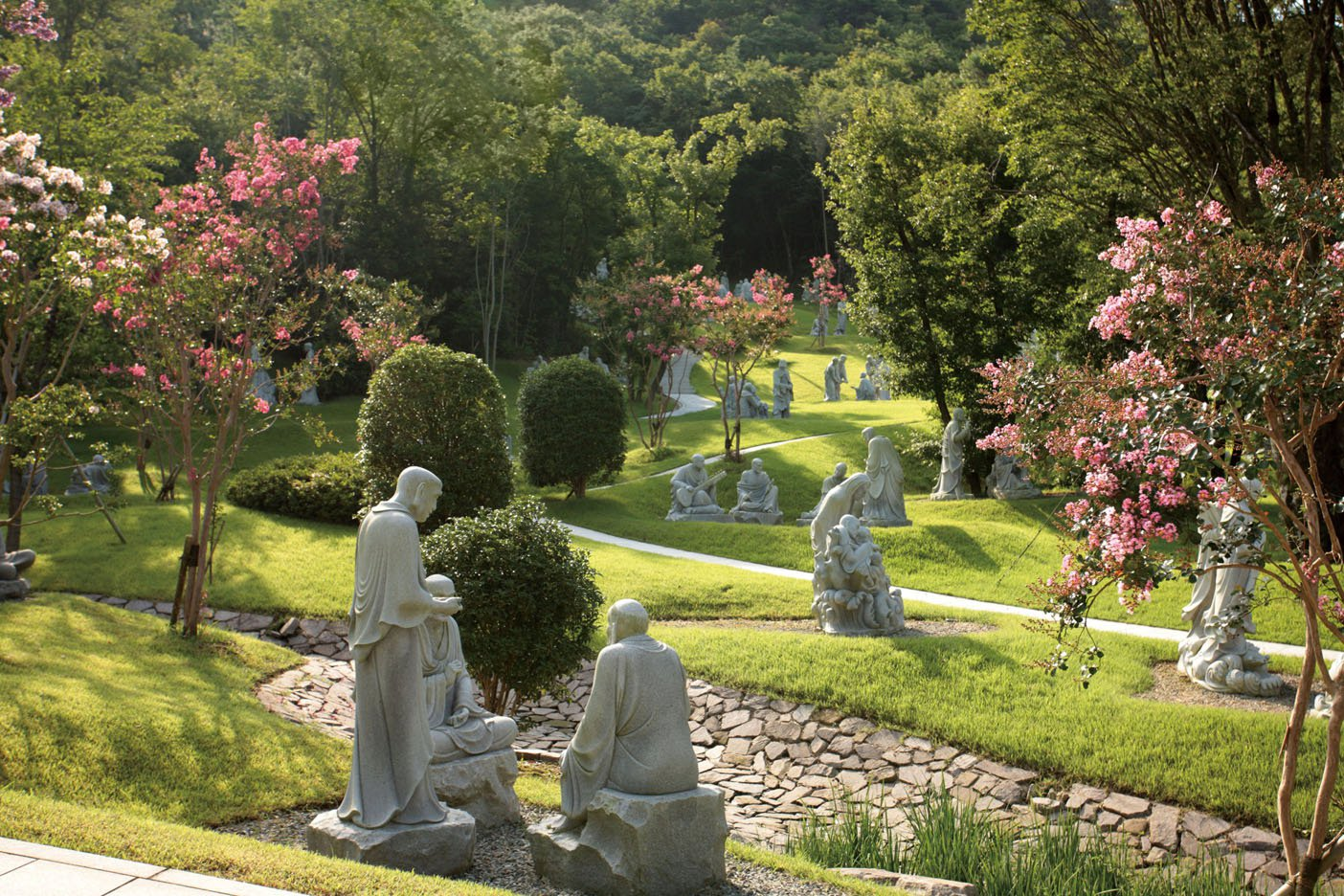
五百羅漢公園（夏）
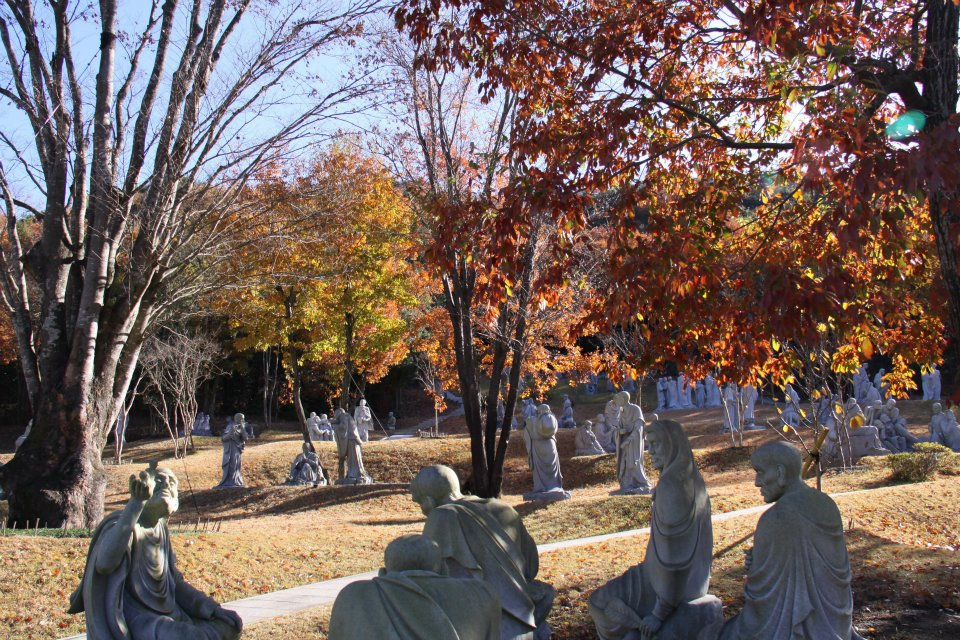
五百羅漢公園（秋）
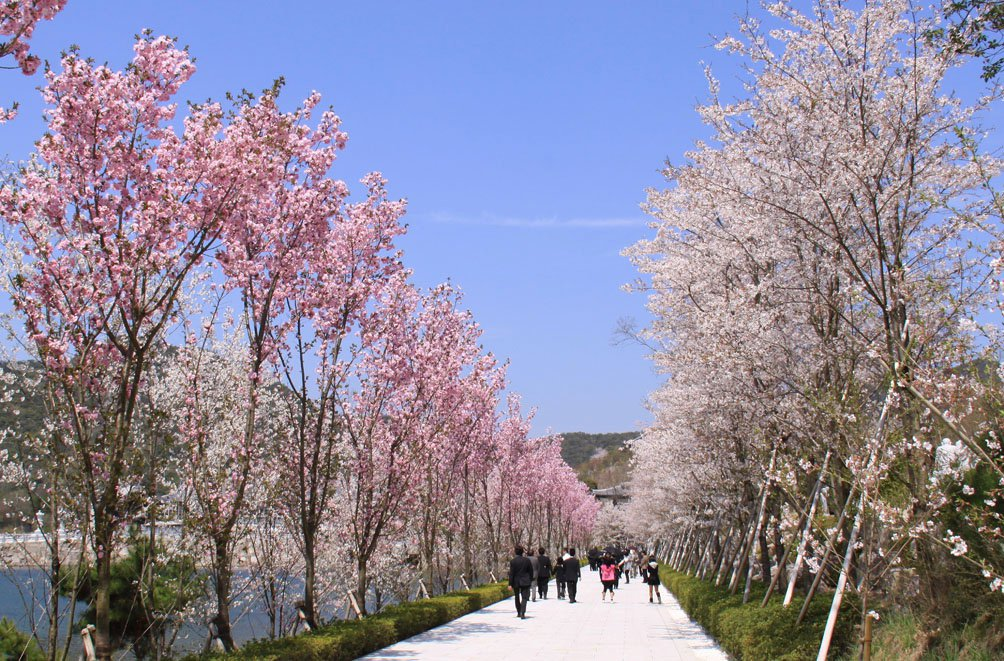
桜並木の道

## 一般参詣
拝観無料。事前申込制ではあるが、誰でも参詣することができる。参詣申込みは、公式サイトから申込むか、直接電話にて申込用紙を手に入れてファクシミリで申込む必要がある。
他の参詣者とのグループによる団体行動を取ることになり、各グループに案内の僧侶と檀信徒の世話係がつく。僧侶による3～4時間の案内では、仏教全体や伽藍・建物・彫刻などについての説明がある。杖や車いすの貸出し、車両による送迎もあり、数回のお茶やお菓子の接待もある。
境内の写真は撮影可能であるが、堂内での写真撮影は禁止されている。また、境内での喫煙、飲酒は禁止されている。